# Phyllanthus delpyanus
Phyllanthus delpyanus là một loài thực vật có hoa trong họ Diệp hạ châu. Loài này được Hutch. miêu tả khoa học đầu tiên năm 1913.